# Samarinda
Samarinda est la capitale de la province indonésienne de Kalimantan oriental dans l'île de Bornéo. La ville est située sur le fleuve Mahakam, à 48 km en amont de la côte. Sa population était de 842 691 en 2014, ce qui en fait la ville la plus peuplée de la province. Elle a le statut de kota.
Samarinda est une base pour se rendre dans l'intérieur, où les déplacements se font essentiellement par voie fluviale. La ville possède deux aéroports et un port fluvial.
Elle est le siège de l'archidiocèse de Samarinda avec la cathédrale Saint-Marie.

## Histoire
Au XVIIe siècle, les Hollandais de la VOC (Vereenigde Oostindisch Compagnie ou Compagnie néerlandaise des Indes orientales) essaient d'imposer leur monopole sur la production et le commerce des épices produites aux Moluques dans l'est de l'archipel indonésien. Leur principal adversaire est le royaume de Gowa dans le sud de Sulawesi. En 1667, l'amiral Speelman commande une flotte qui attaque Makassar la principale forteresse du royaume. Les Hollandais ont pour alliés une faction des Bugis dirigée par le prince Arung Palakka, qui attaquent la ville par la terre. Gowa doit finalement se rendre et le sultan Hassanudin signe le traité de Bongaya le 19 novembre 1667.
Les Bugis alliés de Gowa refusent de se rendre. Une partie poursuit la lutte de guérilla. Une autre s'exile, notamment dans l'île voisine de Bornéo, dans le royaume de Kutai. Ils y sont accueillis par le sultan, qui leur offre des terres, où ils s'établissent comme fermiers et pêcheurs.
Les maisons bugis étaient bâties sur des radeaux et devaient, conformément à leurs traditions égalitaires, avoir la même hauteur, sama renda en langue bugis. Ce serait l'origine du nom de Samarinda.
La ville est régulièrement sujette à des inondations.

## Transports

### Transports aériens
L'aéroport international Aji Pangeran Tumenggung Pranoto, inauguré le 25 octobre 2018, remplace l'ancien aéroport de Temindung. C'est le deuxième point d'entrée et de sortie de la province de Kalimantan oriental pour les passagers et le fret, après l'aéroport international Sultan-Aji-Muhamad-Sulaiman de Balikpapan. Il accueille 3 compagnies aériennes et est le principal hub des compagnies locales Kaltim Airlines, DAS et Kurakura Aviation.

## Galerie

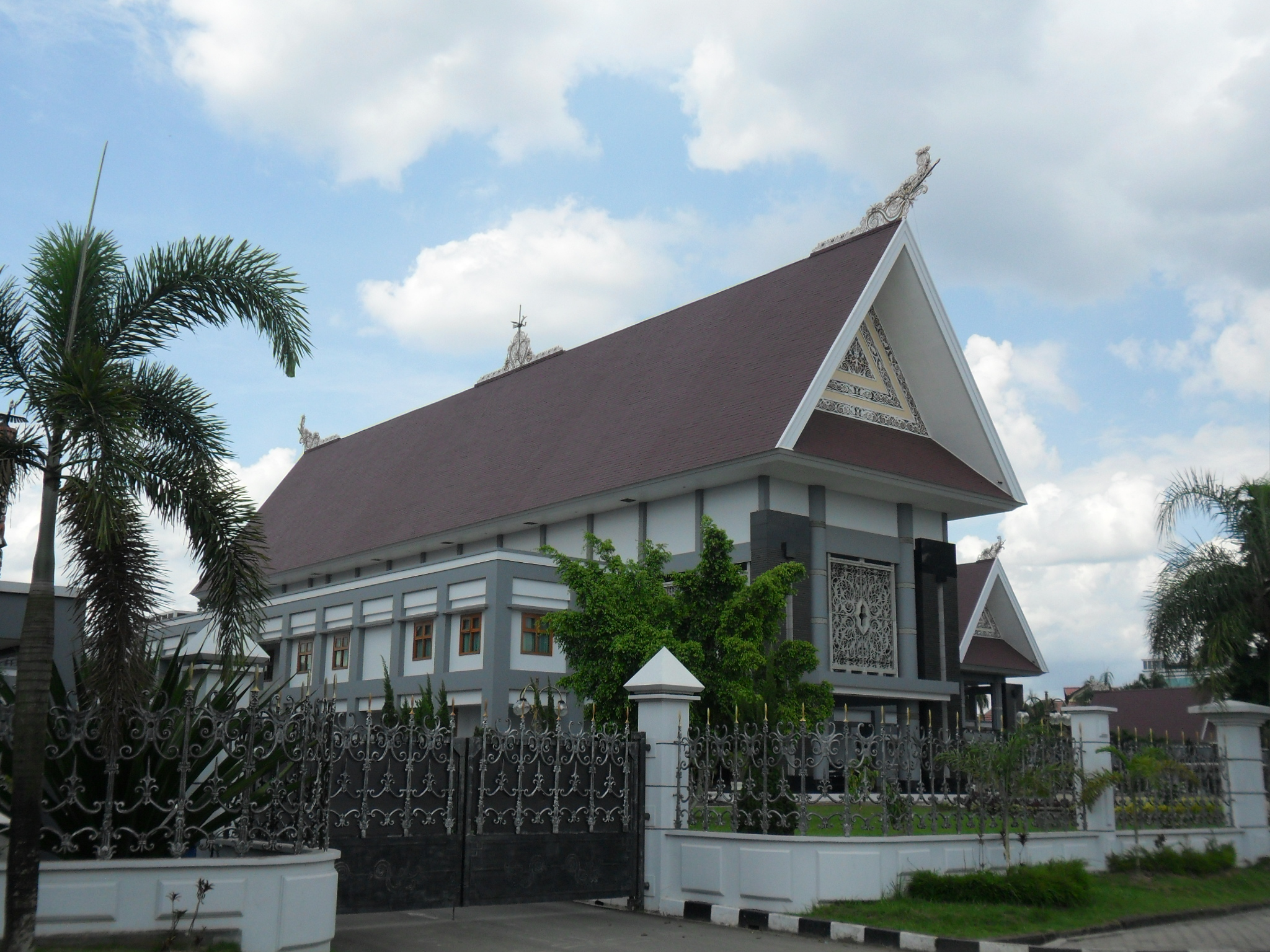
"Lamin Etam", la résidence officielle du gouverneur et du vice-gouverneur de Kalimantan oriental à Samarinda
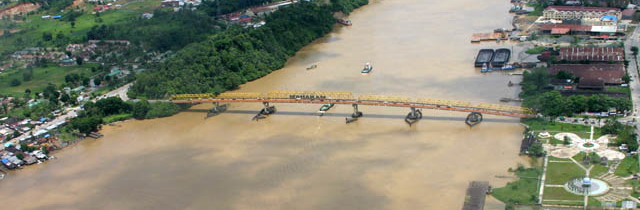
Le pont au-dessus du Mahakam
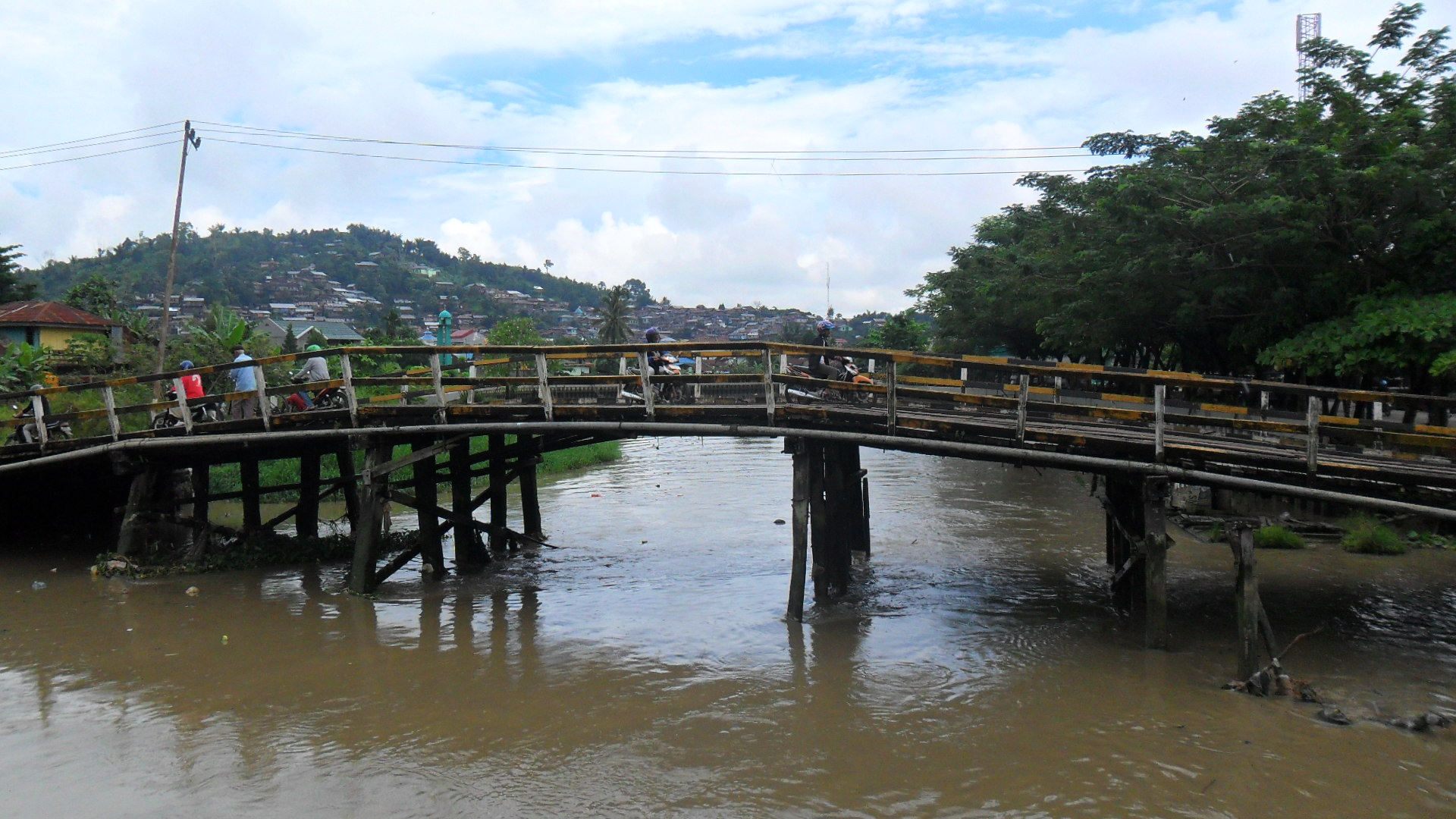
Le pont de bois Kehewanan
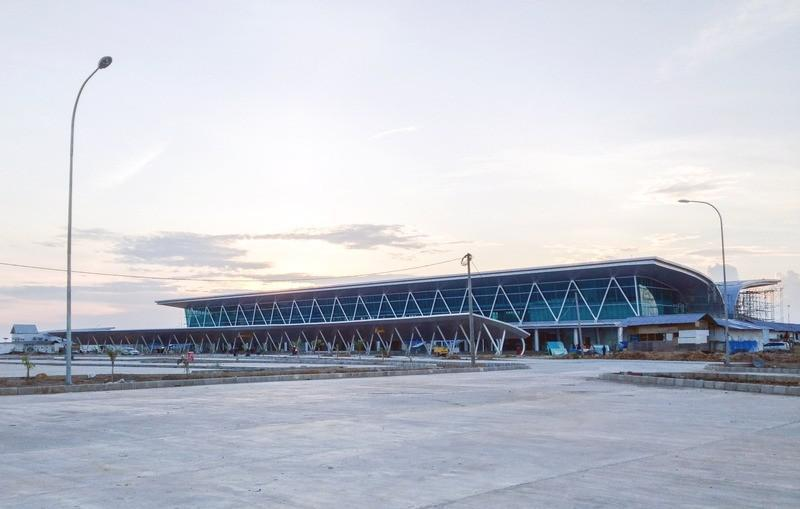
L'aérogare de l'aéroport international Aji Pangeran Tumenggung Pranoto